# Wilhelm Rost
Wilhelm Bernhard Rost Pseudonym Johann Glenzdorf und Johann Caspar Glenzdorf (geboren im Februar 1909; gestorben nach 1989) war ein deutscher Genealoge, Sippen- und Familienforscher sowie Autor. 
Für sein Wirken wurde ihm am 15. November 1989 in Bad Münder der Verdienstorden der Bundesrepublik Deutschland am Bande verliehen. Zudem wurde Rost mit der Verleihung der Johann-Christoph-Gatterer-Medaille der der Göttinger Genealogisch-Heraldischen Gesellschaft geehrt.

## Schriften
- Johann Caspar Glenzdorf: Glenzdorfs internationales Film-Lexikon. Biographisches Handbuch für das gesamte Filmwesen, hrsg. zum 30-jährigen Jubiläum des deutschen Tonfilms, 3 Bände, Bad Münder (Deister): Prominent-Filmverlag, 1960–1961
- Stammbuch der Rost- u. Rust-Familien. Auf Grund genealogischer Forschungen, Bd. 1: Bad Münder am Deister (= Unterfränkische Bibliographie), Rost 1963
- Johann Glenzdorf, Fritz Treichel (Verf.): Henker, Schinder und arme Sünder, Bad Münder am Deister: Rost 1970
  - Bd. 1: Beiträge zur Geschichte des deutschen Scharfrichter- und Abdeckerwesens. 5800 Scharfrichter- und Abdeckerfamilien (A - M); Inhaltsverzeichnis
  - Bd. 2: 5800 Scharfrichter- und Abdeckerfamilien (N–Z); Inhaltsverzeichnis
- 600 Stammtafeln zum St-Annen-Lehen von 1460 in Münder (= Bibliothek genealogischer Quellenwerke, Bd. 1), Bad Münder (am Deister): Rost, 1974
  - 2. Auflage in neuer Bearbeitung und Erweiterung:
    - Stammtafeln zum St. Annen-Lehen von 1460 in Münder am Deister. Die Nachkommenschaft von Hans Prignitzen, um 1482 Bürger in Münder, und Gesa, geb. Lüder, hrsg. von der Lehensfreundschaft des St. Annen- und St. Barholomäi-Lehens e.V., Bad Münder: Rost 1988
      - Bd. 1: 775 Stämme
      - Bd. 2: 922 Stämme
- Die Rost-Sippen in Deutschland: Ein Beitrag zur Gesamtnamenforschung (= Bibliothek genealogischer Quellenwerke = Glenzdorfs internationales Genealogen-Lexikon)
  - Bd. 1: 80 Stämme, 1976
  - Bd. 2: 96 Stämme, 1986
  - Bd. 3: 120 Stämme, 1987
- als Hrsg.: Das Garnison-Kirchenbuch der Stadt Hameln 1775–1852: Beitrag zur Bevölkerungsgeschichte der Rattenfängerstadt, Hameln: Stadt Hameln, 1981